# Malcolm Williamson
Malcolm Benjamin Graham Christopher Williamson CBE (Sydney, 21 de Novembro de 1931 – Cambridge, 2 de Março de 2003) foi um compositor australiano. De 1975 até à sua morte foi "Mestre de Música da Rainha".
Williamson nasceu Sydney e estudou no New South Wales Conservatorium. Mudou-se para Londres onde foi pianista de clubes nocturnos e estudou com Elisabeth Lutyens e Erwin Stein.

## Obras como "Master of the Queen's Music"
Apesar de ter abrandado o seu ritmo de composição na fase final da sua vida (devido a doença), produziu mesmo assim muitas obras de qualidade.
- The Valley and the Hill (1976-77)
- Symphony No. 4 - Jubilee (1977)
- Jubilee Hymn (1977)
- The House of Windsor (1977)
- Mass of Christ the King (1977-78)
- Lament in Memory of Lord Mountbatten of Burma (1980)
- Ode for Queen Elizabeth (1980)
- Richmond Fanfare (1980)
- Now Is the Singing Day (1981)
- Mass of St. Margaret of Scotland (1982)
- Songs for a Royal Baby (1985)

## Obras australianas
Apesar de ter vivido na Grã-Bretanha a maior parte da sua vida, Williamson viajou muito e manteve uma afeição muito forte pela sua terra natal, a Austrália. Escreveu um significativo corpo de música especificamente para ou sobre a Austrália e frequentemente utilizou textos de poetas australianos como James McAuley e Kath Walker.
- Symphony No. 1 - Elevamini (1956-57)[1]
- Piano Concerto No. 2 (1960)
- Symphony for Voices (1962)[1]
- Piano Concerto No. 3 (1962)
- The Display (1963)
- Symphony No. 6 - Liturgy of Homage to the Australian Broadcasting Commission in its Fiftieth Year as University to the Australian Nation (1982)
- Symphony No. 7 - Symphony for Strings (1984)
- Lento for Strings (1985)
- The Dawn Is At Hand (1988)
- Bicentennial Anthem (1988)
- The True Endeavour (1988)
- Requiem for a Tribe Brother (1992)

## Lista parcial de obras

### Ópera
- Our Man in Havana (1963), ópera em 3 actos
  - based on the novel by Graham Greene, libretto por Sidney Gilliat
- English Eccentrics (1964), ópera de câmara em 2 actos
  - based on the book by Edith Sitwell, libretto por Geoffrey Dunn
- The Happy Prince (1965), ópera em 1 acto, libretto pelo compositor
- Julius Ceasar Jones (1965-66), ópera infantil em 2 actos, libretto pelo compositor
- The Violins of Saint Jacques (1966), ópera em 3 actos baseada no romance de Patrick Leigh Fermor, libretto por William Chappell
- The Brilliant and the Dark (1966), opereta coral, libretto por Ursula Vaughan Williams
- Dunstan and the Devil (1967), ópera infantil em 1 acto, libretto por Geoffrey Dunn
- The Growing Castle (1968), ópera em 2 actos, baseado no livro de Augusto Strindberg, libretto pelo compositor
- Lucky-Peter's Journey (1969), comédia em 3 actos, libretto por Edmund Tracey
- The Red Sea (1972-73), ópera em 1 acto, libretto pelo compositor

### Ballet
- The Display (1963), coreografado por Robert Helpmann
- Sun into Darkness (1966), ballet em três actos
- Perisynthion (1974)
- Heritage (1985), ballet em três quadros

### Cassações ("Cassations" em inglês)
Uma "cassação" (termo inventando por Williamson) é uma ópera em miniatura incluindo participação da audiência. Foram inicialmente pensadas para ensinar às crianças como se compõe uma ópera, tendo a ideia surgido a Williamson enquanto ensinava os seus filhos. Estas peças são ricas e cheias de imaginação, criatividade e divertimento, mas ao mesmo tempo interessante para os músicos e para a audiência. As "cassações" de Williamson obtiveram muito sucesso, que foram apresentadas na Grã-Bretanha, Austrália, França, nos Estados Unidos da América e em muitos outros países.
- The Moonrakers (1967), estreada no Trinity College of Music, Londres.
- Knights in Shining Armour (1968), para Peirs Russell-Cobb
- The Snow Wolf (1968)
- The Terrain of Kings (1970s)
- Genesis (1971), estreada pelo "Children's Choir Camp" na Diocese de Western North Carolina, U.S.A.
- The Stone Wall (1971), encomendada para os "BBC Proms". Estreada na "Última Noite das Proms" a 18 de Setembro de 1971 pela BBC Symphony Orchestra dirigida por Sir Colin Davis, no Royal Albert Hall, Londres
- The Winter Star (1973), encomendada pelo Arts Council of Great Britain. Estreada a 19 de Junho de 1973 no "Holm Cultram Festival", dirigida por Andrew Seivewright
- The Glitter Gang (1974), encomendada pela Australian Broadcasting Commission. Estreada no Sydney Town Hall em 23 de Fevereiro de 1974 pelo "Children's Choirs", a Sydney Symphony Orchestra, dirigida por John Hopkins.
- The Valley and the Hill (1977), encomendada pela Liverpool Education Authority. Estreada na "Hope Street Cathedral" em 21 de Junho de 1977, pela Royal Liverpool Philharmonic Orchestra e um elenco de 18,000 crianças.
- The Devil's Bridge (1982), estreada em Angoulême, França

### Orquestral
- Santiago de Espada (1956), ouverture para orquestra
- Symphony No. 1 - Elevamini (1956-57), para orquestra
- Piano Concerto No. 1 (1958), para piano e orquestra
- Piano Concerto No. 2 (1960), para piano e orquestra de cordas
- Organ Concerto (1961), para órgão e orquestra
- Piano Concerto No. 3 (1962), para piano e orquestra
- Sinfonia Concertante (1962), para três trompetes, piano solo e orquestra
- Our Man in Havana, Concert Suite (1963), para vozes e orquestra
- Our Man in Havana, Orchestral Suite (1963/66), para orquestra
- The Display, Concert Suite (1964), para orquestra
- Sinfonietta (1965), para orquestra
- Violin Concerto (1965), para violino e orquestra
- Concerto Grosso (1965), para orquestra
- Symphonic Variations (1965), para orquestra
- Serenade and Aubade (1965), para orquestra de câmara
- Epitaphs for Edith Sitwell (1966/72), para orquestra de cordas
- Symphony No. 2 - Pilgrim på havet (1968), para orquestra
- Symphony No. 3 - The Icy Mirror (1972), para soprano, meio-soprano e dois barítonos, coro e orquestra
- Concerto for Two Pianos & String Orchestra (1972)
- Hammarskjöld Portrait (1974), song-cycle para soprano e orquestra de cordas
- Perisynthion (1974), para orquestra
- Les Olympiques (1976), song-cycle para meio-soprano e orquestra de cordas
- Harp Concerto - Au tombeau du martyr juif inconnu (1976) para harpa e orquestra de cordas
- The House of Windsor, Suite (1977), para orquestra (extracted from the music for the TV series)
- Symphony No. 4 - Jubilee (1977), para orquestra
- Fiesta (1978), para orquestra
- Azure (1978), para orquestra
- Ochre (1978), para orquestra oo para órgão e orquestra de cordas
- Symphony No. 5 - Aquerò (1979-80), para orquestra
- Lament in Memory of Lord Mountbatten of Burma (1980), para violino e orquestra de cordas
- Ode for Queen Elizabeth (1980), para trio de cordas e orquestra de cordas
- In Thanksgiving - Sir Bernard Heinze (1982), para orquestra
- Symphony No. 6 - Liturgy of Homage to the Australian Broadcasting Commission in its Fiftieth Year as University to the Australian Nation (1982), para orquestra
- Two Pieces (circa 1983), para orquestra de cordas
- Symphony No. 7 - Symphony for Strings (1984), para orquestra de cordas
- Cortège for a Warrior (1984), para orquestra
- Lento for Strings (1985), para orquestra de cordas
- Bicentennial Anthem (1988), para orquestra
- Piano Concerto No. 4 (1994), para piano e orquestra
- A Year of Birds (1995), song-cycle para soprano orquestra
- With Proud Thanksgiving (1995), para orquestra

### Coral
- Two Motets (1954), parqa coro "a cappella"
- Adoremus (1959), Christmas cantata para alto e tenor solo, coro e órgão
- Dawn Carol (1960), para coro "a cappella"
- Agnus Dei (1961), para coro e órgão
- Ascendit Deus (1961), para coro e órgão
- Procession of Psalms (1961), para coro e órgão
- Tu es Petrus (1961), cantata para narrador, coro e órgão
- Easter Carol (1962), para coro "a cappella"
- Let Them Give Thanks (1962), para congregação, coro e órgão
- O Planctus (1962), para coro "a cappella"
- Symphony for Voices (1962), para coro "a cappella"
- The Morning of the Day of Days (1962), para soprano, tenor solo, coro e órgão
- Wrestling Jacob (1962), para sobrano, coro e órgão
- Six Christmas Songs for the Young (1963), para coro e piano uníssonos, com percussão opcional
- Six Wesley Songs for the Young (1963), para coro e piano uníssonos
- Te Deum (1963), for congregation, para congregação e coro e órgão uníssonos
- English Eccentrics Choral Suite (1964), para coro duplo "a cappella"
- Epiphany Carol (1964)
- Mass of Saint Andrew (1964)
- Six Evening Hymns (1964)
- North Country Songs (1965)
- Psalm of Praise (1965)
- A Birthday (1966)
- Jenny Kiss'd Me (1966)
- Sweet and Low (1966)
- Six English Lyrics (1967)
- O Sanctissima (1969)
- Sonnet "On Hearing the Dies Irae Sung in the Sistine Chapel (1969)
- The Brilliant and the Dark (1969)
- Cantate Domino (1970)
- I Will Lift Up Mine Eyes (1970)
- Te Deum (1971)
- Love, the Sentinel (1972)
- O Jerusalem (1972)
- The King of Love (1972)
- The Musicians of Bremen (1972)
- Together in Unity (1972)
- Canticle of Fire (1973)
- Ode to Music (1973)
- Symphony No. 3 - The Icy Mirror (1973)
- The World at the Manger (1973)
- Jubilee Hymn (1977)
- Mass of Christ the King (1977-78)
- This Christmas Night (1977)
- Kerygma (1979)
- Little Mass of Saint Bernadette (1980)
- Mass of the People of God (1980)
- Now Is The Singing Day (1981)
- Mass of Saint Margaret of Scotland (1982)
- A Pilgrim Liturgy (1984)
- Songs for a Royal Baby (1985)
- Galilee (1987)
- The True Endeavour (1988)
- The Dawn Is At Hand (1988-89)
- Beyond the Sun and the Moon (1990)
- Easter in St. Mary's Church (1990)
- Mass of Saint Etheldreda (1990)
- Requiem for a Tribe Brother (1992)

### Instrumental
- Partita (1950), para piano
- Variations (1954), para piano
- Piano Sonata No. 1 (1956)
- Fons Amoris (1956), para órgão
- Piano Sonata No. 2 (1957)
- Piano Sonata No. 3 (1958)
- Piano Sonata No. 4 (1959)
- Symphony (1960), para órgão
- Travel Diaries (1961), para piano
- Vision of Christ-Phoenix (1962), para órgão
- Elegy for J.F.K. (1964), para órgão
- Epitaphs for Edith Sitwell (1966), para órgão
- Peace Pieces (1971), para órgão
- Little Carols of the Saints (1972), para órgão
- Partita on Themes of Walton (1972), para viola
- Mass of a Medieval Saint (1973), para órgão
- Haifa Watercolours (1974), para piano
- The Bridge Van Gogh Painted and the French Camargue (1974), para piano
- The Lion of Suffolk (1977), para órgão
- Mass of the People of God - Offertoire - Dialogue des Choeurs (1980), para órgão
- Hymna Titu (1984), para piano
- Symphony Day that I have Loved (1994), para harpa